# Vikki LaMotta
Beverly Thailer (El Bronx, 23 de enero de 1930 — Boca Ratón, 25 de enero de 2005) conocida mundialmente como Vikki LaMotta fue una actriz, empresaria y modelo estadounidense. Alcanzó la fama por ser la esposa del boxeador Jake LaMotta; campeón del Mundo de los pesos medianos.

## Biografía
Fue hija de Margaret Thailer y Abraham Lucien, de ascendencia rumana. Durante su juventud ganó varios concursos de belleza en Nueva York, abandonó el modelaje cuando se casó.
Falleció en el Florida Hospital durante una Cirugía cardíaca, dos días después de cumplir 75 años.

### Matrimonio con Jake LaMotta
Conoció a su futuro esposo en una piscina comunitaria y se casó con él a la edad de 16 años, su marido era nueve años mayor. Con él tuvo tres hijos de los que solo sobrevive la mayor; Christi, Jake Jr. y Joe fallecieron ambos en 1998.
Debido a la autobiografía de Jake LaMotta Raging Bull: My Story y a la posterior película Toro salvaje basada en el libro, se conoció que Vikki sufrió violencia de género por parte del boxeador, por ello se divorció de él tras 11 años de matrimonio, en 1957.

### Vida posterior
Luego del divorcio con la celebridad, Vikki se llevó a sus hijos con ella y se retiró de la vida pública. Años más tarde se casó con Tony Foster y tuvieron un hijo pero se divorciaron tiempo después. En los siguientes años fundó la empresa Vikki LaMotta Cosmetics (activa en la actualidad) con el dinero de sus divorcios, lo que le permitió criar a sus cuatro hijos sola y estudiar actuación.
En 1981 reapareció en la vida pública cuando Playboy la presentó como Playmate a la edad de 51 años. Esto lanzó su carrera como actriz y le permitió actuar en varias series de televisión, además de las publicidades de su empresa. Fue una celebridad activa hasta su muerte.